# Осетія (регіон)

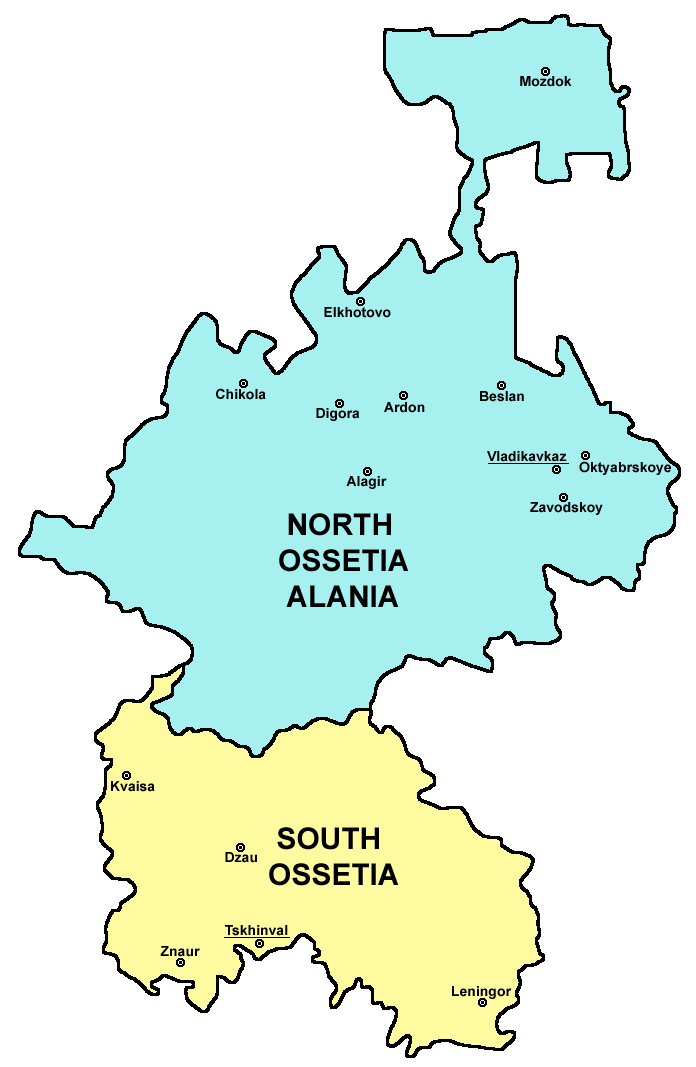
Карта Північної і Південної Осетії

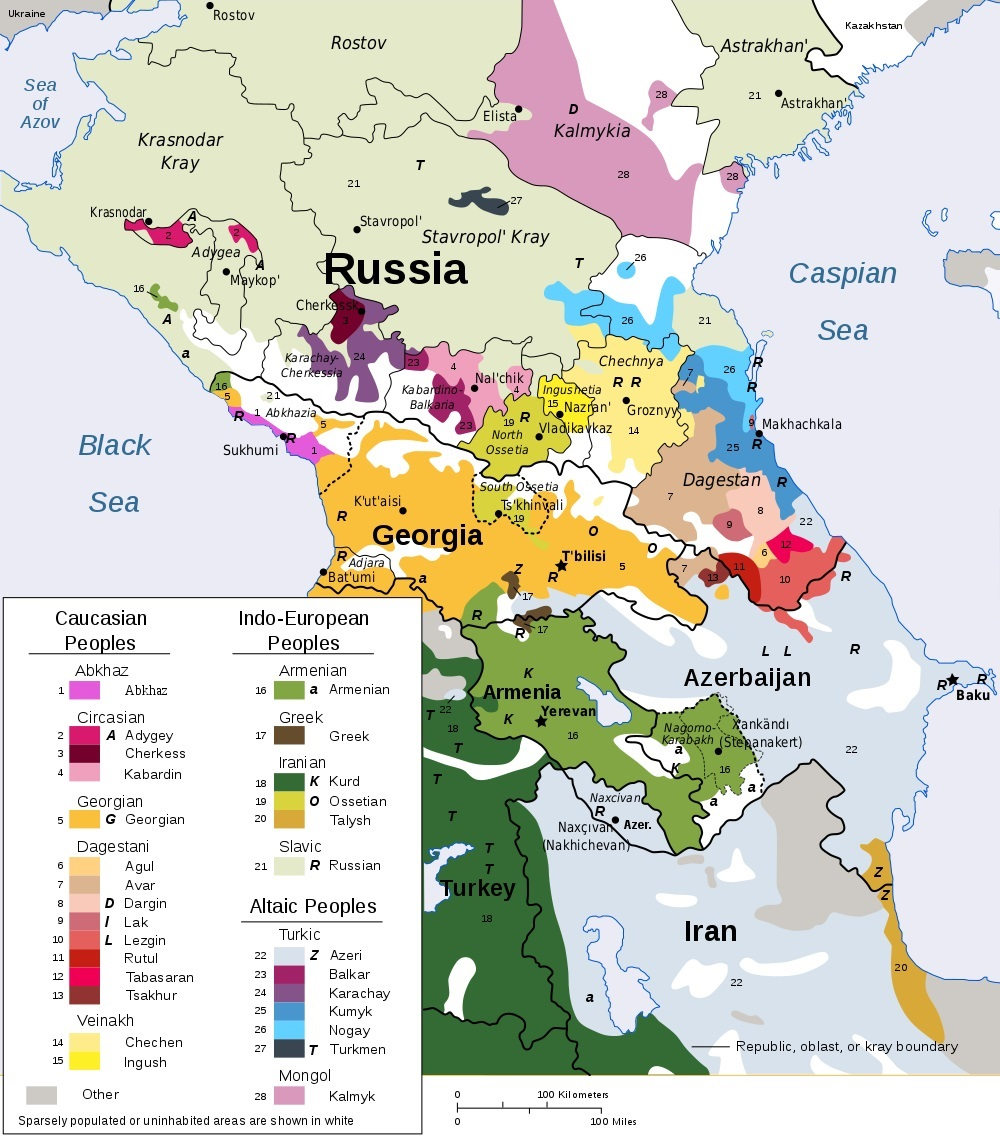
Етнолінгвістична карта сучасного Кавказу. Території, заселені в основному осетинами, позначені болотно-жовтим

Осе́тія (осет. Іристон, або Ір) — регіон центрального Кавказу, розташований по обидві сторони від Головного Кавказького хребта, в основному населений осетинами. У даний час частина цього регіону, розташована на південь від Головного Кавказького хребта, є невизнаною (окрім п'яти країн та кількох самопроголошених республік) Республікою Південна Осетія (з 2008 року). На півночі межує з Республікою Північна Осетія — Аланією, що у складі Російської Федерації.
Загальна площа Осетії становить приблизно 11 900 км².

## Історія
- 1774 — Осетія входить до складу Російської імперії.[1][2]
- 1922 — Осетія поділена на дві частини: північна залишилася в складі РРФСР, південна — передана до складу Грузинської РСР.
- 1991 — у південній частині Осетії проголошена республіка у складі РРФСР. Де-юре вона залишалася частиною Грузії, де-факто — невизнаною незалежною державою.